# 307 a.C.
Il 307 a.C. (CCCVII a.C. in numeri romani) è un anno  del IV secolo a.C.

## Eventi
- La città di Segesta viene distrutta.
- Agatocle di Siracusa viene definitivamente sconfitto dai cartaginesi e si rifugia in Sicilia.
- Roma
  - Consoli Appio Claudio Cieco e Lucio Volumnio Flamma Violente

## Morti
- Arcagato
- Eraclide, principe siceliota